# Каторга
Ка́торга, или каторжные работы (от греч. κάτεργον — катергон, большое гребное судно с тройным рядом вёсел; позднее такое судно стали называть галерой) — подневольный труд, отбываемый в пользу государства за самые тяжкие, с точки зрения государства, преступления.
Подневольный карательный труд на пользу казны как мера наказания, соединённая со ссылкой, был известен с глубокой древности и уже в Римской империи принял широкий размах, результаты которого дошли до настоящего времени — например, римские водопроводы. Распространённой формой подневольного труда преступников к концу Средних веков почти у всех романских народов была работа на галерах — вёсельных судах, движимых мускульной силой осуждённых. Тот, кто сослан на каторгу — каторжа́нин.

## История каторжных работ в России
История русской каторги начинается с конца XVII столетия и тесно связана с историей ссылки как карательной меры. Ещё до издания уложения царя Алексея Михайловича заметно стремление утилизировать личность преступника в пользу государства. Прежняя форма изгнания, или «выбития из земли вон», практиковавшаяся ещё в XVI столетии, заменяется в XVII веке, особенно со времени освоения Сибири, ссылкой с государственной, колонизационной целью, которой по Уложению 1649 года подвергаются многие категории преступников. В XVII веке выработались для ссыльных — за исключением тех немногих, которые на местах ссылки содержались в заключении, — три вида хозяйственного устройства: служба, приписка к посадским тяглым людям и ссылка на пашню.
Иностранные писатели, знакомившие Западную Европу с Русью (Россией) XVII века, указывают ещё на ссылку для добычи соболей в царскую казну; но правильность этого указания оспаривается русскими исследователями. Правительство старалось сделать ссылку производительной и устанавливало меры надзора за тем, чтобы всякий ссыльный «у того дела был и в том месте жил, где кому и у какого дела быть велено и бежать бы на сторону не мыслил» (грамота верхотурскому воеводе 1697 года). При всем том работа ссыльного остается свободным, личным трудом на себя. Только к самому концу XVII века появляется ссылка с обязательным подневольным трудом каторжан на пользу государства. Ф. Кудрявцев называет 1691 год датой возникновения в России каторги как особого вида наказания.

### Каторга в правление Петра I
Подневольная работа осужденных преступников при Петре I быстро развивается и находит себе многообразное применение. Этот подневольный труд и получил название каторга, в первоначальной своей форме, заимствованной с Запада.
Каторга на весельных судах (галерах) появилась в России при Петре, и впервые применён указ от 24 ноября 1699 года (П. С. З., № 1732) к веневским посадским людям, судившимся за взятие денег с выборных к таможенным и кабацким сборам, и другим людям, которые дали деньги и «накупились к сборам»; их повелено «положить на плаху и, от плахи подняв, бить вместо смерти кнутом без пощады и послать в ссылку в Азов с женами и детьми, и быть им на каторгах в работе».
Слово «каторга» было тождественно со словом «галера» или «галея». В журнале Петра I слово «каторга» отождествляется с кораблем, но ещё до Петра слово было в употреблении. Воспользоваться рабочей силой преступников для гребного труда предложено было в 1688 году Андреем Виниусом в записке, поданной им в посольский приказ. Мысль Виниуса лишь впоследствии нашла практическое применение.
Подневольный, каторжный труд, однако, недолго сосредоточен был на гребных судах. Уже в 1703 г. некоторые из ссыльных перемещены из Азова в Петербург для работ при устройстве порта, а затем для таких же работ в Рогервике (позднее — Балтийский порт, ныне Палдиски, Эстония). Смотря по потребности в рабочих руках, на работы осуждалось большее или меньшее число преступников. Так, Петр I письмом на имя князя Ромодановского от 23 сентября 1703 г. предписывает: «ныне зело нужда есть, дабы несколько тысяч воров приготовить к будущему лету, которых по всем приказам, ратушам и городам собрать по первому пути». Очевидно, что при исполнении такого заказа тяжесть вины не могла быть принимаема к точному руководству.
В только что основанном Санкт-Петербурге в 1706 году на месте современной площади Труда появился Каторжный двор. Там содержались каторжники, большинство которых работало в качестве гребцов, часть трудилась на Галерной верфи. Зимой они таскали на спинах камни и забивали сваи.
Ф. Кудрявцев в брошюре «Александровский централ. История сибирской каторги» писал об Указе, изданном 5 февраля 1705 г. Этот указ предписывал «вместо смертной казни чинить жестокое наказание, бить кнутом и пятнать новым пятном, вырезывать у носа ноздри и ссылать на каторгу в вечную работу» (из копии Указа, сохранившейся в фонде Илимской воеводской канцелярии). Пятнать новым пятном означало клеймить раскаленным железом в лоб. И далее: «Натирать же пятна порохом многажды накрепко, чтоб они тех пятен ничем не вытравливали и чтоб те пятна были посмерть».
Указ 1705 г. предписывал всем ловить беглых каторжан и грозил смертной казнью за их укрывательство:

И буде такие ссыльные пятнанные люди учнут с каторги бежать и приходить к Москве или куды в городы и уезды, в селы и деревни, и таких ссыльных людей, у которых явятся ноздри вырезаны, или хотя и весь нос отрезан, или отравлен или которые в лоб запятнаны и порохом натерты, всяких чинов людям имая проводить в приказы и бурмистрам в земские избы, а из городов тех людей присылать к Москве в Преображенский приказ, а буде кто таких ссыльных, беглых людей и станет у себя укрывать, или, видя их, не поймает и не приведет и не известит, после про то сыщется… и тем людям за укрывательство… быть в смертной казни без всякой пощады.

Кроме вечной каторги взамен смертной казни, указ предусматривал каторгу «на урочные годы», то есть на определённые сроки.

### Каторга в послепетровский период
Каторжный труд широко применялся во всех сооружениях и постройках первой половины XVIII века. Со времени передачи в 1760 г. екатеринбургских и нерчинских рудников в ведомство Берг-коллегии к разработке их стал применяться в широких размерах каторжный труд ссыльных. В системе наказаний каторжные работы долго занимали неопределённое положение, применяясь иногда как дополнительная кара или как следствие другого наказания.
Только в указах Елизаветы Петровны об отмене смертной казни (1753 и 1754) вечная ссылка на вечную, непрерывную работу заменяет собой смертную казнь и, таким образом, ставится во главе карательной системы. Срочные каторжные работы отбывались в этот период или в крепостях, или в рабочих домах (для женщин-каторжанок — прядильные дома). Некоторую определённость и постепенность в отношении отбывания каторжных работ как наказания вводит лишь указ Павла I от 13 сентября 1797 г. (П. С. З., № 18140), который делит всех преступников, подлежащих ссылке, на три категории: первая, более тяжкая, ссылалась в Нерчинск и в Екатеринбург, в работу в рудниках, вторая — в Иркутск, на работы в местной суконной фабрике (в том числе для каторжниц-женщин), третья, взамен заключения в смирительных (устроенных при Екатерине II) и рабочих домах — на работы в крепостях.

### Каторга в правление Екатерины II
Наряду с ссылкой в каторжные работы при Екатерине II вновь стала применяться ссылка на поселение без работ; но точного соотношения между этими видами ссылки установлено не было. К началу XIX века стало выясняться крайне неудовлетворительное состояние ссылки. Немало содействовала этому неустойчивость управления восточной окраиной и быстрые смены лиц, которым оно вверялось. Введение в 1782 и 1783 годах общего губернского учреждения в Сибири не устранило неудобств, и уже в 1806 году была снаряжена ревизия сенатора Селифонтова, указавшая на господствующий в управлении Сибири и, главным образом, в организации ссылки и каторжных работ крайний беспорядок системы, которую Сперанский позже назвал системой «домашнего управления» взамен «публичного и служебного». К введению последнего призван был «законодатель ссылки», Сперанский, назначенный сибирским генерал-губернатором. Результатом попытки Сперанского упорядочить ссылку и определить соотношение её с каторжными работами явился изданный в 1822 году Устав о ссыльных. Каторжные работы по этому уставу являются высшей карательной мерой по сравнению со ссылкой на поселение. Каторга делилась на бессрочную и срочную (максимум 20 лет).

### Уложение 1845 года
Каторга делится на бессрочную и срочную, с максимумом в 20 лет. По отбытии каторги ссыльный переходит в разряд поселенцев. Свод Законов 1832 и 1842 г., положив в основание карательной системы Устав о ссыльных, не дал, однако, точного определения и разграничения видов ссылки и каторжных работ. Только в Уложении 1845 г. и в дополнительном к нему законе 15 августа 1845 г. мы находим точную нормировку каторги как карательной меры, занимающей после смертной казни (определяемой лишь за политические преступления) первое место в лестнице наказаний. Каторжные работы различаются в Уложении по срокам, какие в них должен состоять осуждённый до перехода в разряд поселенцев, и по тяжести самих работ. Что касается бессрочной каторги, то она, хотя и предусмотрена в Уложении, не представляется безусловной, а означает лишь, что прекращение работ должно зависеть от степени исправления осуждённого.
По тяжести Уложение различает рудниковые, крепостные и заводские каторжные работы. Предполагавшаяся постепенность тяжести работ на практике, однако, не осуществлялась; не всегда рудниковые работы в действительности оказывались более тяжкими, чем даже заводские; в самом Уложении (ст. 74 по изд. 1845 г.) указан был порядок замены одного рода работ другими с соответственным увеличением срока. Самые работы не всегда существовали, и осуждённые к данному роду каторжных работ часто за отсутствием его отбывали наказание в сибирских каторжных тюрьмах, разбегаясь целыми массами и наводя ужас на местное население. По замечанию профессора Таганцева, «государство, осуждая на К. работы, в сущности, не наказывало, а снабжало разные ведомства даровыми рабочими; оттого падение крепостного права совпало с полным распадением каторжных работ». Деление работ на категории постепенно исключено из законодательства. В 1864 г. прекратилась отсылка каторжных в крепости, так как постройки новых крепостей почти не было и, вообще, военное ведомство находило для себя невыгодным пользоваться трудом каторжных. Применявшие труд каторжных фабрики и заводы постепенно прекращали работу (ещё в 1830 г. Петровский железоделательный завод, в котором работали декабристы, перестал принимать каторжных). Работы в рудниках также уменьшались, особенно с закрытием нерчинских работ (возобновлённых лишь в 1880-х годах) и крайне неудачного опыта с работами на Карийских россыпях, где от большого скопления каторжных и жестокого обращения с ними начальства появились повальные болезни, унёсшие в один год до 1000 чел.

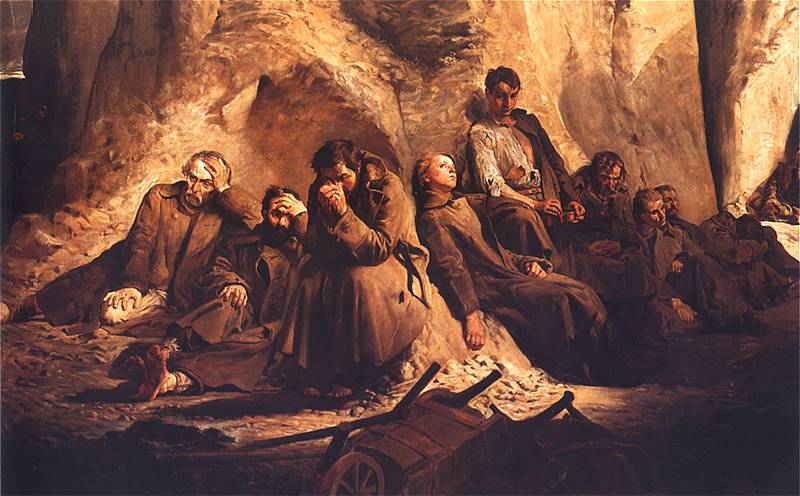
Воскресенье в шахте, картина Яцека Мальчевского

### Закон 1869 года
Закон 18 апреля 1869 г. положил конец системе Уложения. По этому закону на каторгу в Сибирь направляются только каторжные из Сибири и зауральских частей Пермской и Оренбургской губ. Осуждённые на каторжные работы вместо отсылки в Сибирь помещаются в каторжных тюрьмах (так называемых «централах») — Новоборисоглебской, Новобелгородской, Илецкой, Виленской, Пермской, Симбирской и Псковской, двух тобольских и Александровской близ Иркутска. Устройство этих тюрем в сущности почти не отличалось от обыкновенных тюрем; режим был более строгий, но тяжких и вообще каких бы то ни было работ здесь не производилось. Отбывшие в них срок заключения, равный сроку работ, отсылались по закону 23 мая 1875 г. в Сибирь на поселение. Этим же законом положено было начало сахалинской ссылке; генерал-губернатору Восточной Сибири предоставлено было выслать на о. Сахалин 800 чел. для отбывания там каторги.

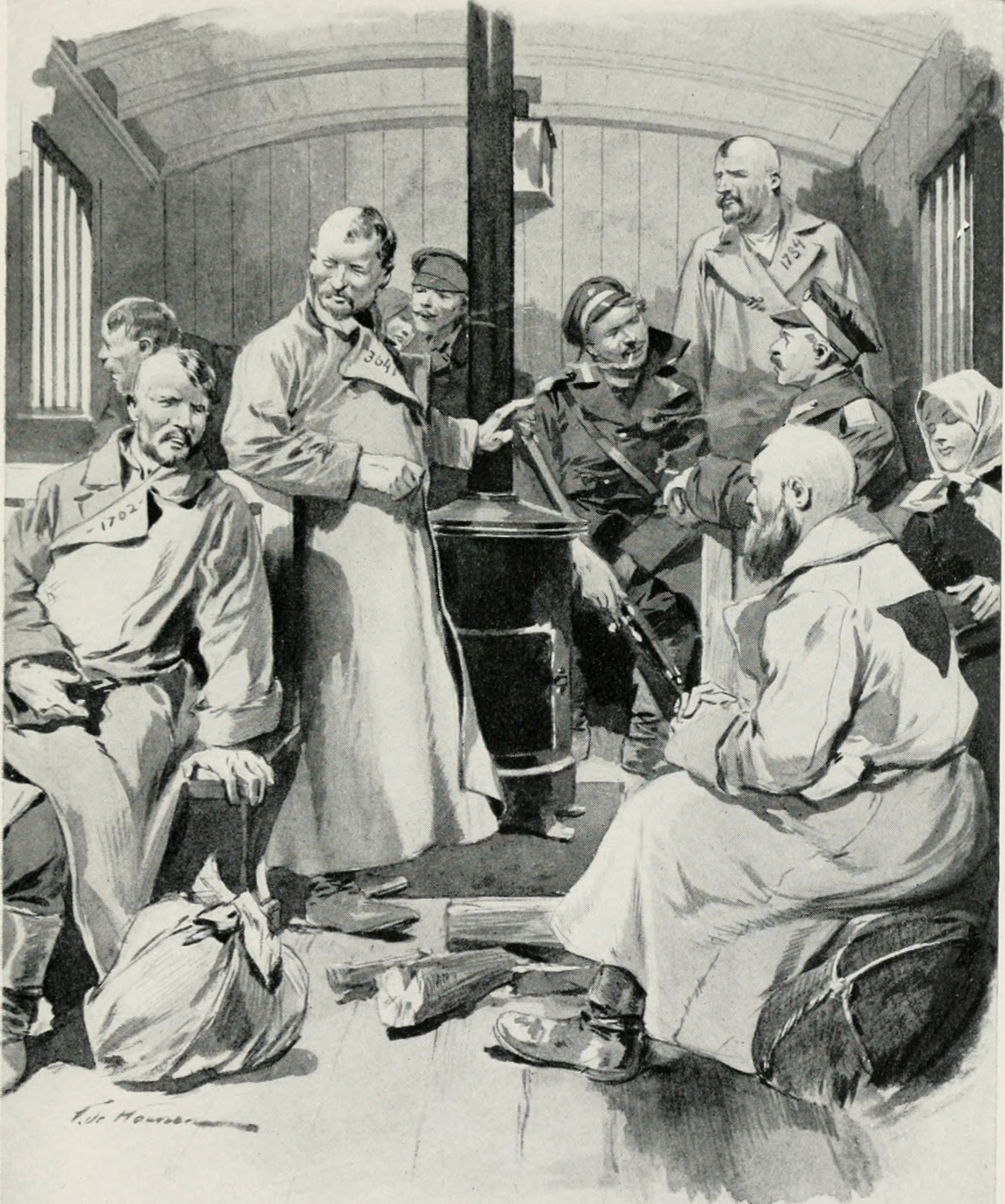
Фредерик де Ханен Вагон с сибирскими каторжанами (ок. 1913)

### Реформа наказаний 1879 года
Предпринятая законом 11 декабря 1879 г. реформа лестницы наказаний коснулась и каторжных работ.
В конце XIX века правительство стремится сосредоточить каторгу в Восточной Сибири, а в 1893 г. упразднены последние каторжные тюрьмы, существовавшие в Европейской России. К разряду каторжных тюрем можно было отнести ещё Шлиссельбургскую крепость, где содержались осужденные к каторге государственные преступники; крепость управлялась по особому положению от 19 июня 1887 г. и находилась в ведении командира отдельного корпуса жандармов.

### Классификация каторжников и условия отбытия наказания после реформы 1879 года

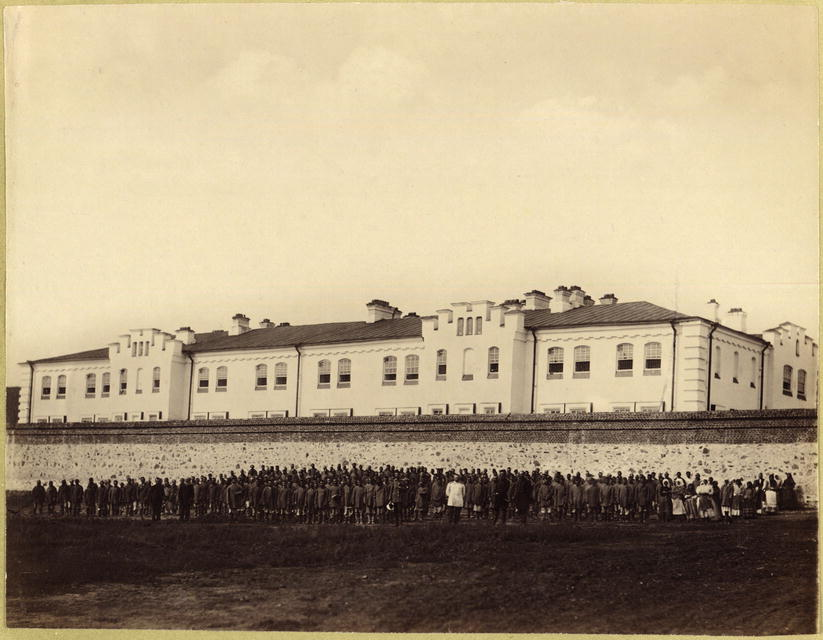
Заключённые перед Зерентуйской тюрьмой. 1891 год.

Все осуждённые к каторжным работам делятся на 3 разряда, осуждённые без срока или на время свыше 12 лет именуются каторжными первого разряда; осуждённые к работам на время свыше 8 и до 12 лет именуются каторжными второго разряда, а на время от 4 до 8 лет — каторжными третьего разряда. Бессрочные каторжные должны содержаться отдельно от других.
На подземные работы при добывании руд могут быть отправлены лишь каторжные первого разряда; при обращении же на такие работы каторжных второго и третьего разрядов каждый год работ засчитывается им за 1,5 года каторжных работ, определённых судебным приговором. По поступлении в работы каторжные зачисляются в разряд испытуемых и содержатся в острогах, бессрочные — в ножных и ручных кандалах, срочные — в ножных. Мужчины подлежат бритью половины головы.
Срок пребывания в этом разряде зависит от размера наказания и колеблется для каторжных первого разряда от 8 (для бессрочных) до 2 лет, для каторжных второго разряда определён в 1 ½ года, для каторжных третьего разряда — в 1 и 1,5 года. При удовлетворительном поведении испытуемый переводится затем в отряд исправляющихся, которые содержатся без оков и употребляются для более лёгких работ отдельно от испытуемых.
По истечении установленных сроков исправляющиеся пользуются правом жить не в остроге, могут себе выстроить дом, для чего им отпускается лес; им возвращаются отобранные при ссылке деньги и разрешается вступить в брак. Срок каторги сокращается для тех, которые не подвергались взысканиям, причем 10 месяцев действительных работ засчитывается за год. Работа каторжных оплачивается (закон 6 января 1886 г.) 1/10 вырученного из их работ дохода. Осуждённые на бессрочную каторгу могут по истечении 20 лет, с утверждения высшего начальства, быть освобождены от работ (кроме отцеубийц и матереубийц, которые и в отряд исправляющихся не переводятся). Каторжные, не способные ни к какой работе, размещаются по сибирским тюрьмам и через известные сроки обращаются на поселение.

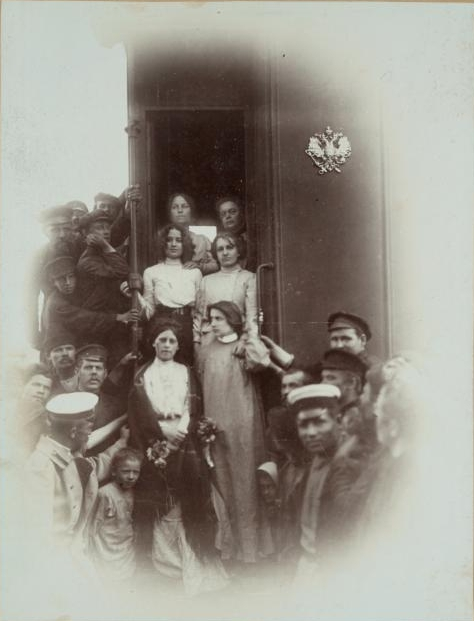
Торжественная встреча Марии Спиридоновой, Марии Школьник, Анастасии Биценко, Александры Измайлович, Ревекки Фиалки и Лидии Езерской на Омской железнодорожной станции, 30 июня 1906 года, во время этапирования на Нерчинскую каторгу.

Разделение каторги на категории по роду работ к концу XIX века было упразднено; сохранилось лишь разделение по срокам — на семь степеней. Осуждение к каторжным работам соединялось с лишением всех прав состояния и поселением по окончании срока работ, начинавшегося со дня вступления приговора в законную силу, а когда приговор не был обжалован — со дня его объявления (закон 1887 года). Работы отбывались на заводах Кабинета Его Величества, где центральным их местом является Зерентуйская каторжная тюрьма, на казённых солеваренных заводах — Иркутском, Усть-Кутском и др., на острове Сахалин, при постройке Сибирской железной дороги (по правилам от 24 февраля 1891 года и 7 мая 1894 года). На острове Сахалин работы заключались в прокладывании дорог, труде на каменноугольных копях, устройстве портов, сооружении домов, мостов и пр.

### Места каторжных работ в Российской империи
- Каторжные централы России
- Нерчинская каторга
- Акатуйская каторжная тюрьма
- Сахалинская каторга

## Каторга в СССР
Каторга как вид наказания была отменена в марте 1917 года Временным правительством после Февральской революции 1917 г.
В 1943 году во время Великой Отечественной войны как мера наказания за измену Родине были введены каторжные работы сроком от 15 до 20 лет (Указ «О мерах наказания для немецко-фашистских злодеев...»).
Для этого в ГУЛАГе были организованы каторжные отделения с установлением особо строгого режима: полная изоляция осуждённых на каторжные работы от остального лагерного контингента, содержание каторжан в отдельных зонах усиленного режима, использование каторжан на тяжёлых работах в угольных шахтах, удлинённый рабочий день. Каторжане не имели права носить «вольную» одежду (и даже иметь её при себе в бараках), им выдавали спецодежду: телогрейку, бушлат, ватные брюки, шапку-ушанку, чуни с калошами. На одежде в трёх местах (на спине, на брюках выше колена и на шапке-ушанке) пришивались номера.
Отделения каторжных работ были созданы в ИТЛ в Воркуте, Казахстане, Норильске, Тайшете, на Колыме.
Доля каторжников среди заключенных была небольшой. К июлю 1944 года в каторжных лагерях находились 5,2 тысячи человек из 1,2 млн всех заключенных лагерей и колоний.
Заместитель наркома внутренних дел СССР В. В. Чернышёв в мае 1945 года писал:

Опыт работы с каторжниками в Воркутинском угольном лагере показывает, что осужденные к каторжным работам на 15-20 лет, в условиях специального режима для каторжников, теряют перспективу выдержать до конца срока — 15-20 лет — режим и условия каторжных работ. Отсюда моральная подавленность и полное отсутствие стимула для труда, а в результате труд каторжников значительно менее эффективен, чем труд обычных лагерников, при этом потеря трудоспособности через 5-6 лет почти обязательна.

К сентябрю 1947 года число осужденных на каторжные работы превышало 60 тыс. человек. В 1948 году осуждённые к каторжным работам были переведены в Особые лагеря МВД, созданные в том же году.

## В современной России
В современном уголовном законодательстве Российской Федерации такой вид наказания, как каторга либо каторжные работы, отсутствует. Тем не менее, принудительный труд для заключённых предусмотрен статьёй 103 Уголовно-исполнительного кодекса РФ; кроме того, статья 44 Уголовный кодекс РФ предусматривает такие виды наказания как обязательные, исправительные и принудительные работы, что, однако, не противоречит части 2 статьи 37 Конституции РФ, гарантирующей право на свободный и оплачиваемый труд, поскольку, в соответствии с подпунктом «с» пункта 3 статьи 8 Международного пакта о гражданских и политических правах такой запрет не распространяется на работу, которую обязаны выполнять лица, находящиеся в заключении на основании вступившего в законную силу приговора суда.

## Каторга в других государствах
В конце царствования Людовика XIV (1710-е годы) тюрьмы поблизости от гаваней, служившие помещением для преступников, работавших в гаванях и портовых арсеналах и называемые баньо, заменили во Франции каторгу на галерах. При Наполеоне III (1852—1870) баньо были заменены системой каторжных колоний.
В Великобритании XVIII века за многие преступления (включая мелкое воровство) была предусмотрена смертная казнь. Однако ещё в начале XVIII века был издан закон, во многих случаях позволявший заменить смертную казнь депортацией в британские колонии в Северной Америке. Вскоре туда, в основном в Виргинию и Мэриленд, стали ссылать до тысячи заключённых в год до тех пор, пока эти колонии в 1776 г. не объявили себя независимыми.

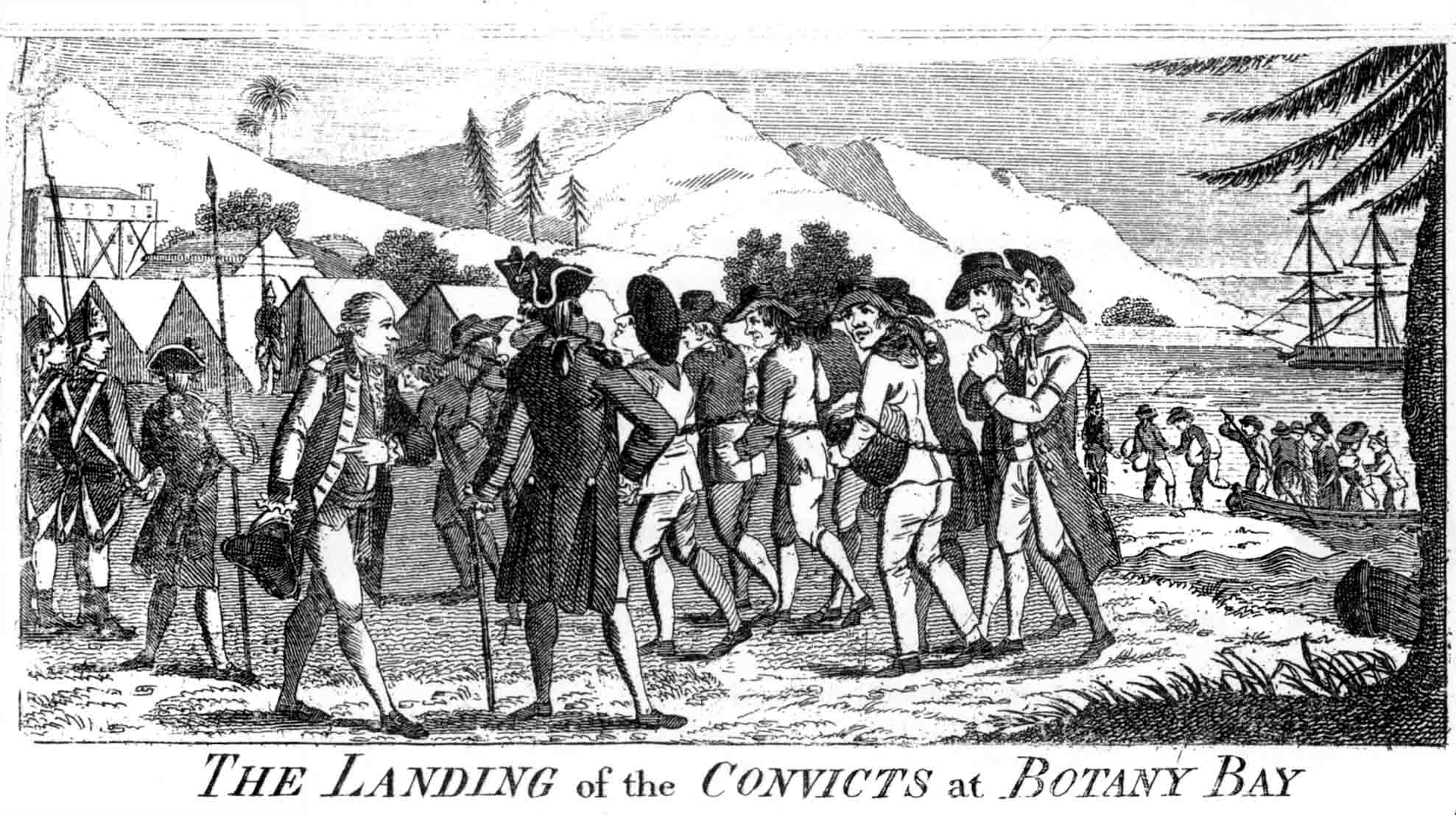
Прибытие каторжников в Австралию в 1788 году

Однако в 1786 году местом каторги было решено сделать восточное побережье Австралии. Вскоре в Австралии было создано множество каторжных поселений, затем была основана каторжная тюрьма для рецидивистов с очень суровым режимом на острове Норфолк, существовавшая до 1854 года. С 1833 г. действовала каторжная тюрьма с суровым режимом в Порт-Артуре на Тасмании. Ссылка в Австралию была прекращена в 1868 году.
Франция в 1852 году создала кайенскую каторгу во Французской Гвиане, существовавшую до 1946 года. Эту каторгу ещё называли «сухой гильотиной», так как шанс выжить там, в условиях жары, влажности и тяжёлого труда, был минимален. С 1864 года по 1896 год французских каторжников также ссылали в Новую Каледонию.
В некоторых странах Африки, Южной Америки и Азии — Аргентине, Египте, Замбии, Индии, Ираке, Корейской Народно-Демократической Республике, Сенегале, Турции — каторжные работы формально сохраняются в законодательстве до настоящего времени. В Великобритании каторга (англ. penal servititude) существовала до 1948 года, в Западной Германии (нем. Zuchthaus) до 1970 года.
В Японии каторга (в том числе пожизненная) формально существует по сей день.
В США принудительный труд каторжников применялся до 1970 года, затем был снова восстановлен в 1994 году в штате Алабама и окончательно ликвидирован в 1997 году.

## Каторга в литературе и искусстве
- Влас Михайлович Дорошевич. «Сахалин (Каторга)»
- Валентин Саввич Пикуль. Каторга. Роман
- Старинные песни русских каторжан
- С 1921 по 1935 годы в СССР издавался журнал «Каторга и ссылка» Всесоюзного общества бывших политкаторжан и ссыльно-поселенцев.
- Ф. М. Достоевский. Записки из Мёртвого дома.
- А. П. Чехов. «Остров Сахалин».
- А. И. Солженицын. «Архипелаг ГУЛАГ»
- Николай Свечин «Мёртвый остров»